# Rafael Olarra
Rafael Olarra Guerrero (Santiago, Chile, 26 de maio de 1978) é um ex-futebolista do Chile. Jogava como zagueiro.

## Carreira
Jogou nos clubes Audax Italiano, Universidad de Chile, Club Atlético Osasuna, Independiente e Club Deportivo Universidad Católica.
Olarra integrou a Seleção Chilena de Futebol na Copa América de 1997.